# Esfera celeste

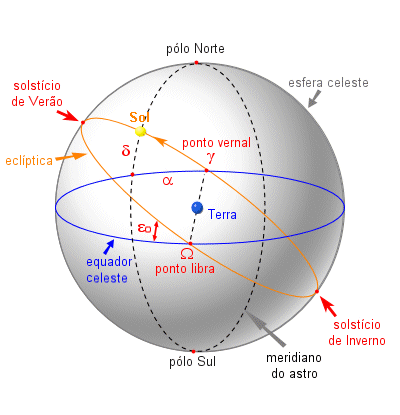
Esfera celeste

Em astronomia e navegação, a esfera celeste, incluindo a meia esfera do dia e da noite, é a própria abóbada celeste que vemos no céu. Visto de qualquer posição, forma-se uma esfera de raio indefinido e concêntrico com as coordenadas da Terra. Todos os objetos visíveis no céu podem ser então representados como projeções na abóbada celeste. 
Do mesmo modo, são projetados na esfera celeste o Polo Norte, o Polo Sul e o Equador terrestres, formando respectivamente os polos celestiais e o equador celeste.
Em astronomia temos a "esfera celeste", que pode ser considerada como um globo fictício de raio indefinido, cujo centro radial é o olho do observador. Na esfera celeste os pontos das posições aparentes dos astros, independentemente de suas distâncias, marcam esta superfície hipotética. Esta superfície, onde aparentemente as estrelas estão fixadas, gira em torno de uma linha chamada de PP', denominada de linha do eixo do mundo, ou linha dos polos. Perpendicular a este eixo existe uma superfície circular plana denominada EE', que é definida como o "Equador Celeste". 
Observando-se a superfície circular do ponto de vista do hemisfério norte do plano equatorial e imprimindo-se um movimento no sentido horário no círculo equatorial, temos um eixo ZZ', que é vertical ao lugar onde se encontra o observador, o qual é chamado de Zênite (Z, ao norte) e Nadir (Z', ao sul). Esta linha vertical é atravessada por um plano perpendicular que é chamado de horizonte celeste. As retas PP' e ZZ' formam um plano chamado de "plano meridiano do lugar". A direção OS é o sul e a direção ON é o norte. 
Perpendicularmente ou na horizontal temos uma linha chamada de "linha leste-oeste". Portanto, quando o observador olha para o norte tem o leste à sua direita e o oeste à esquerda.

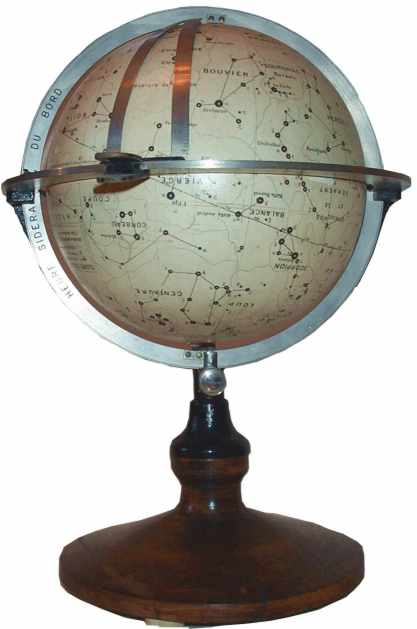

Muitas das civilizações antigas acreditavam que as estrelas estavam equidistantes da Terra e que a esfera celeste existia na realidade como o "local" onde elas estavam posicionadas. O firmamento, o suposto firme dos antigos, não tem existência real, é portanto uma ilusão de óptica. No entanto, apesar de incorreto, este modelo é uma útil abstração. Na verdade, tudo o que vemos no céu está de tal modo distante que as posições relativas e inclusive os movimentos são impossíveis de determinar apenas por observação visual, o que tornava correta a abstração. E visto que as distâncias são também indeterminadas, apenas necessitamos saber a inclinação de um ponto relativo à superfície da terra para conseguirmos projetá-lo no céu. Desta forma, o modelo da esfera celestial com as estrelas fixas é uma ferramenta muito útil no campo da orientação espacial (Navegação astronômica). É de certa maneira o telescópio que põe termo à ilusão do firmamento.
À medida que a Terra roda em torno do seu eixo, os objetos na esfera celeste parecem rodar em torno dos polos celestes. Por exemplo, o Sol parece surgir todos os dias a leste e desaparecer a oeste, da mesma forma que as estrelas, os planetas e a Lua. Como a Terra gira de oeste para leste, a esfera celeste aparenta girar de leste para oeste. Algumas estrelas localizadas suficientemente perto dos polos celestes parecem não se deslocar e apenas flutuar sobre o horizonte - são as chamadas estrelas circumpolares.
Através da projeção do equador, a esfera celeste está dividida em hemisfério celestial norte e hemisfério celestial sul. Da mesma forma, podem ser projetados os trópicos de Câncer e Capricórnio e os polos Norte e Sul.